# Usnea rigida
Usnea rigida är en lavart som först beskrevs av Erik Acharius, och fick sitt nu gällande namn av Motyka. Usnea rigida ingår i släktet Usnea och familjen Parmeliaceae.   Inga underarter finns listade i Catalogue of Life.